# 陕西广播电视塔
陕西广播电视塔位于陕西省西安市长安南路88号，1984年5月動工興建，1987年落成，塔高249米。
塔上有觀光台。